# Списък на обекти на световното наследство в Беларус
Списъкът на световното наследство на ЮНЕСКО в Република Беларус включва 4 обекта (за 2014 г.), което е 0,4% от общия брой (1092 за 2018 г.). 3 обекта са включени в списъка по културни критерии и 1 обект е включен по природни критерии, като е признат за природен феномен с изключителна красота и естетическа значимост (критерий vii). Към 2014 г., 10 обекта в Беларус са сред кандидатите за включване в списъка на световното наследство..
На 12 октомври 1988 г. Съюзът на съветските социалистически републики, който по това време включва БССР, ратифицира Конвенцията за закрила на световното културно и природно наследство. Въпреки това, първият обект, разположен на територията на Беларус, е регистриран през 1992 г., на 16-а сесия на Комитета на ЮНЕСКО за световно наследство, след като страната придобива независимост.

## Списък
В таблицата обектите са подредени в реда на включването си в списъка на ЮНЕСКО.
| # | Изображение | Име | Местоположение | Време на създаване | Година на внасяне в списъка | №    | Критерии    |
| - | ----------- | --- | --- | ------------------ | --------------------------- | ---- | ----------- |
| 1 |             | Беловежка гора (на беларуски: Белавежская пушча)                                                          | Най-близък град: Каменец, Брестка област (съвместно с Полша )                                                                         | —                  | 1992, 2014                  | 33   | vii         |
| 2 |             | Мирски замък (на беларуски: Мірскі замак)                                                                 | Селище: Мир, Гродненска област | XVII век           | 2000 г.                     | 625  | ii, iv      |
| 3 |             | Дъга на Струве (на беларуски: Дуга Струвэ) (5 места)                                                      | Гродненска област, Брестка област (Съвместно с Латвия , Литва , Молдова , Норвегия , Русия , Финландия , Украйна , Швеция , Естония ) | XIX век            | 2005 г.                     | 1187 | ii, iii, vi |
| 4 |             | Дворцово-парков комплекс Радзивил в Несвиж (на беларуски: Палацава-паркавы комплекс Радзівілаў у Нясвіжы) | Град: Несвиж, Минска област | XVI век            | 2005 г.                     | 1196 | ii, iv, vi  |

## Предварителен списък
В таблицата обектите са подредени по реда на добавянето им към предварителния списък. Този списък съдържа обекти, предложени от правителството на Република Беларус като кандидати за включване в Списъка на световното наследство.
| # | Изображение | Име | Местоположение                                 | Време на създаване                                                | Година на внасяне в списъка     | №    | Критерии   |
| - | ----------- | --- | ---------------------------------------------- | ----------------------------------------------------------------- | ------------------------------- | ---- | ---------- |
| 1 |             | Августовски канал (на беларуски: Аўгустоўскі канал) | Най-близко селище: Сопоцкин, Гродненска област | XIX век                                                           | 2004 г.                         | 1892 | i, iii     |
| 2 |             | Спас-Преображенска църква и Софийски събор в Полоцк (на беларуски: Сафійскі сабор) | Град: Полоцк, Витебска област                  | 1128 – 1156 и 1030 – 1060 г., пълна реконструкция: 1738 – 1750 г. | 2004 г.                         | 1893 | i, ii      |
| 3 |             | Борисоглебска (Коложка) църква в Гродно (на беларуски: Гродзенская Барысаглебская царква) | Град: Гродно, Гродненска област                | 1183 г.                                                           | 2004 г.                         | 1895 | i, ii      |
| 4 |             | Религиозни съоръжения от отбранителен тип в Беларус, Полша и Литва (на беларуски: Абарончы храм): Църква Рождество Богородично в Мурованка, Църква Свети Михаил в Синковичи и Костел Йоан Кръстител в Камаи | Витебска област, Гродненска област             | XVI век – началото на XVII век                                    | 2004 г.                         | 1899 | i          |
| 5 |             | Дървени църкви в Полесия (на беларуски: Палессе): Свято-Никитска църква в Здитово, Спас-Преображенска църква в Хмелево и др.                                                                                | От XVI век                                     | 2004 г.                                                           | Гомелска област, Брестка област | 1901 | i, ii, iii |

## Отпаднали от списъка обекти
Някои от обектите са изключени от ЮНЕСКО от предварителния списък по една или друга причина.
| # | Изображение | Име | Местоположение                          | Време на създаване     | Година на внасяне в списъка | №    | Причина                                                     |
| - | ----------- | --- | --------------------------------------- | ---------------------- | --------------------------- | ---- | ----------------------------------------------------------- |
| 1 |             | Березински биосферен резерват (на беларуски: Бярэзінскі біясфэрны запаведнік)                                | Области: Витебска област, Минска област | —                      | 1991 г.                     | 628  | Несъответствие с природните критерии за световно наследство |
| 2 |             | Материално въплъщение на духовното наследство на Света Евфросиния Полоцка (на беларуски: Ефрасіння Полацкая) | Витебска област                         | XII век                | 2008 г.                     | 1316 | Снет от номинациите                                         |
| 3 |             | Каменецка кула (на беларуски: Камянецкая вежа)                                                               | Град: Каменец Брестка област            | 1271 – 1288 г.         | 2004 г.                     | 1894 |                                                             |
| 4 |             | Свято-Николски манастир женски манастир в Могильов (на беларуски: Манастыр Св. Мікалая)                      | Град: Могильов, Могильовска област      | XVII век               | 2004 г.                     | 1896 |                                                             |
| 5 |             | Брестка крепост (на беларуски: Брэсцкая крэпасць)                                                            | Град: Брест, Брестка област             | 1833 – 1842 гг.        | 2004 г.                     | 1897 |                                                             |
| 6 |             | Гомелски дворцово-парков ансамбъл (на беларуски: Гомельскі палацава-паркавы ансамбль)                        | Град: Гомел Гомелска област             | XVIII – XIX век        | 2004 г.                     | 1898 |                                                             |
| 7 |             | Архитектурен ансамбъл Проспект Независимост в Минск) (на беларуски: праспект Незалежнасці)                   | Град: Минск, Минска област              | 1940-те—1950-те години | 2004 г.                     | 1900 |                                                             |